# Неке друге приче
„Неке друге приче“ је играни филм из 2010. године. Настао у продукцији пет држава, бивших југословенских република - Србије, Хрватске, Босне и Херцеговине, Словеније и Македоније. Филм се састоји из пет прича, од којих је сваку режирала по једна млада редитељка из наведених држава.
Пет прича одражавају сензибилитет младе генерације на простору некадашње Југославије, њихове дилеме, сумње, страховања, наду. На фону сваке од прича промичу детаљи који откривају карактер текућих политичких и социјалних збивања, преламају се рефлекси неке сиве или ружичасте свакодневице. Целину филма обједињује заједничка полазишна тема која у драматуршком смислу повезује све приче омнибуса (друго стање, трудноћа, рађање новог живота).
Филм је премијерно приказан на Филмском фестивалу „Cinema City” у Новом Саду, 8. јуна 2010. године.

## Приче
У свим причама главни ликови су жене, а тема која их повезује трудноћа и рађање, у ствари одражавају стање и ситуацију у тим земљама данас.
- Хрватска прича - Прати сликарку која мора одлучити хоће ли задржати једног од својих нерођених близанаца, с дијагнозом Дауновог синдрома.
- Српска прича - Говори о трудници која се нађе у истој амбуланти с шармантним убицом.
- Босанска прича - Прича се бави финансијским проблемима породице, где син сазнаје да му је девојка трудна.
- Македонска прича - Прича се одвија у клиници где зависница настоји задржати своје дете.
- Словеначка прича - Овом причом се завршава омнибус хумористичном причом с калуђерицом која проналази свој пут до безгрешног зачећа.

## Улоге у српској причи
| Глумац            | Улога                                   |
| ----------------- | --------------------------------------- |
| Сергеј Трифуновић | Ђорђе                                   |
| Наташа Нинковић   | Милена                                  |
| Џек Димић         | доктор                                  |
| Светлана Бојковић | мајка                                   |
| Гордан Кичић      | Милан                                   |
| Милена Зупанчић   | Сестра Ана (сегмент "Словенска згодба") |